# Mistrzostwa Ameryki Południowej i Centralnej w Piłce Ręcznej Mężczyzn 2022
Mistrzostwa Ameryki Południowej i Centralnej w Piłce Ręcznej Mężczyzn 2022 – drugie mistrzostwa Ameryki Południowej i Centralnej w piłce ręcznej mężczyzn, oficjalny międzynarodowy turniej piłki ręcznej o randze mistrzostw kontynentu zorganizowany przez COSCABAL mający na celu wyłonienie najlepszej męskiej reprezentacji narodowej w Ameryce Południowej i Centralnej. Odbył się w dniach 25–29 stycznia 2022 roku w brazylijskim mieście Recife. Mistrzostwa były jednocześnie eliminacjami do MŚ 2023.
Fazę grupową z kompletem zwycięstw zakończyły Argentyna i Brazylia, które następnie spotkały się w finale. Lepsi okazali się wówczas Brazylijczycy, brąz przypadł zaś Chilijczykom. Najwięcej bramek w turnieju zdobył Erwin Feuchtmann.

## Informacje ogólne
Zawody zostały zaplanowane do rozegrania w ośmiozespołowej obsadzie w hali Ginásio de Esportes Geraldo Magalhães w Recife. Rywalizacja miała odbywać się w pierwszej fazie systemem kołowym w ramach dwóch czterozespołowych grup, a czołowa dwójka z każdej z nich awansowała do półfinałów kwalifikując się jednocześnie do turnieju finałowego MŚ 2023. Podział na grupy i harmonogram spotkań zostały opublikowane w połowie stycznia 2022 roku, następnie jednak wycofała się Kolumbia, co wymusiło w nich zmiany.
Zawody były transmitowane w Internecie.

## Kwalifikacje
Oprócz gospodarzy i sześciu zaproszonych południowoamerykańskich reprezentacji do mistrzostw awansował także zwycięzca turnieju dla zespołów z Ameryki Centralnej. Odbył się on w honduraskiej stolicy Tegucigalpie w dniach 11–13 listopada 2021 roku. Spośród trzech zespołów rywalizujących systemem kołowym najlepsza okazała się reprezentacja Kostaryki.
| 11 listopada 202117:30 | Salwador | 25:19(11:8) | Honduras | Complejo Deportivo UPNFM, Tegucigalpa Widzów: 150 Sędzia: Bryan Ramirez, Dariel Moraga |
| 11 listopada 202117:30 |          | 25:19(11:8) |          | Complejo Deportivo UPNFM, Tegucigalpa Widzów: 150 Sędzia: Bryan Ramirez, Dariel Moraga |

| 12 listopada 202117:30 | Kostaryka | 35:23(18:15) | Salwador | Complejo Deportivo UPNFM, Tegucigalpa Widzów: 50 Sędzia: Sergio Pagoag, Isaac Zambrano |
| 12 listopada 202117:30 |           | 35:23(18:15) |          | Complejo Deportivo UPNFM, Tegucigalpa Widzów: 50 Sędzia: Sergio Pagoag, Isaac Zambrano |

| 13 listopada 202114:00 | Honduras | 27:44(12:19) | Kostaryka | Complejo Deportivo UPNFM, Tegucigalpa Widzów: 150 Sędzia: Sergio Pagoag, Isaac Zambrano |
| 13 listopada 202114:00 |          | 27:44(12:19) |           | Complejo Deportivo UPNFM, Tegucigalpa Widzów: 150 Sędzia: Sergio Pagoag, Isaac Zambrano |

## Faza grupowa

### Grupa A
| 25 stycznia 202217:00 | Argentyna | 70:8(36:5) | Boliwia | Ginásio de Esportes Geraldo Magalhães, Recife Widzów: 300 Sędzia: Geraldello, Marques |
| 25 stycznia 202217:00 |           | 70:8(36:5) |         | Ginásio de Esportes Geraldo Magalhães, Recife Widzów: 300 Sędzia: Geraldello, Marques |

| 26 stycznia 202216:00 | Boliwia | 9:42(1:18) | Urugwaj | Ginásio de Esportes Geraldo Magalhães, Recife Sędzia: Correa, Correa |
| 26 stycznia 202216:00 |         | 9:42(1:18) |         | Ginásio de Esportes Geraldo Magalhães, Recife Sędzia: Correa, Correa |

| 27 stycznia 202218:00 | Argentyna | 43:18(18:9) | Urugwaj | Ginásio de Esportes Geraldo Magalhães, Recife Widzów: 300 Sędzia: Geraldello, Marques |
| 27 stycznia 202218:00 |           | 43:18(18:9) |         | Ginásio de Esportes Geraldo Magalhães, Recife Widzów: 300 Sędzia: Geraldello, Marques |

### Grupa B
| 25 stycznia 202215:00 | Chile | 34:16(20:8) | Kostaryka | Ginásio de Esportes Geraldo Magalhães, Recife Widzów: 150 Sędzia: Konjičanin, Konjičanin |
| 25 stycznia 202215:00 |       | 34:16(20:8) |           | Ginásio de Esportes Geraldo Magalhães, Recife Widzów: 150 Sędzia: Konjičanin, Konjičanin |

| 25 stycznia 202220:00 | Brazylia | 46:19(23:12) | Paragwaj | Ginásio de Esportes Geraldo Magalhães, Recife Widzów: 300 Sędzia: Araújo, Perdomo |
| 25 stycznia 202220:00 |          | 46:19(23:12) |          | Ginásio de Esportes Geraldo Magalhães, Recife Widzów: 300 Sędzia: Araújo, Perdomo |

| 26 stycznia 202218:00 | Paragwaj | 25:43(13:22) | Chile | Ginásio de Esportes Geraldo Magalhães, Recife Widzów: 280 Sędzia: Conberse, Correa |
| 26 stycznia 202218:00 |          | 25:43(13:22) |       | Ginásio de Esportes Geraldo Magalhães, Recife Widzów: 280 Sędzia: Conberse, Correa |

| 26 stycznia 202220:00 | Brazylia | 49:13(27:7) | Kostaryka | Ginásio de Esportes Geraldo Magalhães, Recife Widzów: 300 Sędzia: Araújo, Perdomo |
| 26 stycznia 202220:00 |          | 49:13(27:7) |           | Ginásio de Esportes Geraldo Magalhães, Recife Widzów: 300 Sędzia: Araújo, Perdomo |

| 27 stycznia 202216:00 | Kostaryka | 24:31(12:18) | Paragwaj | Ginásio de Esportes Geraldo Magalhães, Recife Widzów: 280 Sędzia: Correa, Correa |
| 27 stycznia 202216:00 |           | 24:31(12:18) |          | Ginásio de Esportes Geraldo Magalhães, Recife Widzów: 280 Sędzia: Correa, Correa |

| 27 stycznia 202220:00 | Brazylia | 31:22(16:13) | Chile | Ginásio de Esportes Geraldo Magalhães, Recife Widzów: 300 Sędzia: Konjičanin, Konjičanin |
| 27 stycznia 202220:00 |          | 31:22(16:13) |       | Ginásio de Esportes Geraldo Magalhães, Recife Widzów: 300 Sędzia: Konjičanin, Konjičanin |

## Faza pucharowa

### Mecze o miejsca 1–4
|  |             |           |           |                   |    |           |           |       |
|  | Półfinały   | Półfinały | Półfinały |                   |    | Finał     | Finał     | Finał |
|  | Półfinały   | Półfinały | Półfinały |                   |    | Finał     | Finał     | Finał |
|  | 28 stycznia |           |           |                   |    |           |           |       |
|  |             |           |           |                   |    |           |           |       |
|  | Argentyna   | Argentyna | 36        |                   |    |           |           |       |
|  | Argentyna   | Argentyna | 36        | 29 stycznia       |    |           |           |       |
|  | Chile       | Chile     | 24        |                   |    |           |           |       |
|  | Chile       | Chile     | 24        |                   |    | Argentyna | Argentyna | 17    |
|  | 28 stycznia |           |           |                   |    | Argentyna | Argentyna | 17    |
|  |             |           | Brazylia  | Brazylia          | 20 |           |           |       |
|  | Brazylia    | Brazylia  | Brazylia  | Brazylia          | 20 | 48        |           |       |
|  | Brazylia    | Brazylia  |           |                   |    |           |           |       |
|  | Urugwaj     | Urugwaj   | 20        |                   |    |           |           |       |
|  | Urugwaj     | Urugwaj   | 20        | Mecz o 3. miejsce |    |           |           |       |
|  |             |           |           |                   |    |           |           |       |
|  | 29 stycznia |           |           |                   |    |           |           |       |
|  |             |           |           |                   |    |           |           |       |
|  | Chile       | Chile     | 29        |                   |    |           |           |       |
|  | Chile       | Chile     | 29        |                   |    |           |           |       |
|  | Urugwaj     | Urugwaj   | 21        |                   |    |           |           |       |
|  | Urugwaj     | Urugwaj   | 21        |                   |    |           |           |       |

| 28 stycznia 202218:00 | Argentyna | 36:24(17:11) | Chile | Ginásio de Esportes Geraldo Magalhães, Recife Widzów: 300 Sędzia: Konjičanin, Konjičanin |
| 28 stycznia 202218:00 |           | 36:24(17:11) |       | Ginásio de Esportes Geraldo Magalhães, Recife Widzów: 300 Sędzia: Konjičanin, Konjičanin |

| 28 stycznia 202220:00 | Brazylia | 48:20(21:10) | Urugwaj | Ginásio de Esportes Geraldo Magalhães, Recife Widzów: 300 Sędzia: Conberse, Correa |
| 28 stycznia 202220:00 |          | 48:20(21:10) |         | Ginásio de Esportes Geraldo Magalhães, Recife Widzów: 300 Sędzia: Conberse, Correa |

| 29 stycznia 202218:00 | Chile | 29:21(16:11) | Urugwaj | Ginásio de Esportes Geraldo Magalhães, Recife Widzów: 1 000 Sędzia: Conberse, Correa |
| 29 stycznia 202218:00 |       | 29:21(16:11) |         | Ginásio de Esportes Geraldo Magalhães, Recife Widzów: 1 000 Sędzia: Conberse, Correa |

| 29 stycznia 202220:00 | Argentyna | 17:20(10:10) | Brazylia | Ginásio de Esportes Geraldo Magalhães, Recife Widzów: 1 000 Sędzia: Konjičanin, Konjičanin |
| 29 stycznia 202220:00 |           | 17:20(10:10) |          | Ginásio de Esportes Geraldo Magalhães, Recife Widzów: 1 000 Sędzia: Konjičanin, Konjičanin |

### Mecze o miejsca 5–7
| 28 stycznia 202216:00 | Boliwia | 16:39(8:22) | Kostaryka | Ginásio de Esportes Geraldo Magalhães, Recife Widzów: 300 Sędzia: Correa, Correa |
| 28 stycznia 202216:00 |         | 16:39(8:22) |           | Ginásio de Esportes Geraldo Magalhães, Recife Widzów: 300 Sędzia: Correa, Correa |

| 29 stycznia 202216:00 | Paragwaj | 26:21(12:9) | Kostaryka | Ginásio de Esportes Geraldo Magalhães, Recife Widzów: 1 000 Sędzia: Araújo, Perdomo |
| 29 stycznia 202216:00 |          | 26:21(12:9) |           | Ginásio de Esportes Geraldo Magalhães, Recife Widzów: 1 000 Sędzia: Araújo, Perdomo |

## Nagrody indywidualne
Nagrody indywidualne otrzymali:
| MVP                | Najlepszy bramkarz | Najlepszy lewoskrzydłowy | Najlepszy lewy rozgrywający | Najlepszy środkowy rozgrywający | Najlepszy prawy rozgrywający | Najlepszy prawoskrzydłowy | Najlepszy obrotowy |
| ------------------ | ------------------ | ------------------------ | --------------------------- | ------------------------------- | ---------------------------- | ------------------------- | ------------------ |
| Thiagus dos Santos | Leonel Maciel      | Ignacio Pizarro          | James Parker                | João Silva                      | Rodrigo Salinas Munoz        | Rudolph Hackbarth         | Rogério Ferreira   |